# Marco Antonio Rodríguez (escritor)
Marco Antonio Rodríguez (Quito, 30 de marzo de 1941) es un escritor y ensayista ecuatoriano. Es miembro de número de la Academia Ecuatoriana de la Lengua desde 2012.

## Biografía
Rodríguez realizó sus estudios primarios en el Pensionado Borja Nº 1 de Quito. Los secundarios en el colegio San Gabriel, obteniendo el título de bachiller en Humanidades Modernas, especialización Ciencias Sociales. Los superiores en la Universidad Central del Ecuador con el doctorado en Jurisprudencia. Luego obtuvo el título de doctor en Filosofía y Letras en la Facultad San Gregorio de Quito. Posteriormente realizó un máster en Ciencias Políticas por la Universidad Javeriana de Bogotá-Colombia.[cita requerida]
Como escritor de artículos, ha colaborado en varios medios ecuatorianos de comunicación como diario El Comercio, diario Hoy, La Hora, El Universo, suplementos dominicales de estos periódicos, revista Letras del Ecuador, Hablemos; e internacionales como Excélsior, El Gallo Ilustrado de México; Marcha de Uruguay y el suplemento cultural de ABC de España.
Ingresó como miembro correspondiente de la Academia Ecuatoriana de la Lengua el 13 de noviembre de 2008. Fue recibido en el seno de la Academia por el director de la institución, Dr. Jorge Salvador Lara, y el discurso se tituló Testimonio sobre la palabra y su celebración en la obra de Francisco Granizo Ribadeneira. Por decisión unánime de la Academia Ecuatoriana de la Lengua, el 18 de julio de 2012, fue promovido a miembro de número. Leyó el discurso titulado Palabra y arte.
Fue presidente durante dos períodos de la Casa de la Cultura Ecuatoriana Benjamín Carrión. Desde 2019 es miembro de la Comisión Nacional Anticorrupción en su país.

## Impacto cultural
Sus libros Historia de un intruso, Un delfín y la luna, Jaula han sido considerados por la crítica como nuevos clásicos de la literatura ecuatoriana y latinoamericana.[cita requerida] Los tres libros han sido traducidos a varios idiomas y cuentos suyos constan en antologías de la literatura ecuatoriana y latinoamerican. Su testimonio “El cuento, ese demonio” integra el libro Veinte grandes narradores hispanoamericanos, Clásicos Castalia, editado por Fernando Burgos. En 2019, Marco Antonio Rodríguez publicó el libro Todos mis cuentos, como una antología de su obra narrativa.[cita requerida]
La obra de Marco Antonio Rodríguez tiene una muy amplia lista de libros de ensayos. Sus obras más representativas en ensayos son la Colección Música, palabra e imagen del Ecuador (ocho volúmenes sobre poetas, escritores y artistas plásticos ecuatorianos); Palabra e imagen (tres volúmenes sobre artistas plásticos); Grandes del siglo XX; Poetas nuestros de cada vida; Palabra de pintores Artistas de América; Palabra de pintores Artistas del Ecuador; Oficio de crear; Ramón Piaguaje, el artista que llevó su Amazonía por el mundo; Solo de mujeres; Carole Lindberg, los enigmas del ser.
Una parte muy importante de la vida de Marco Antonio Rodríguez ha sido la docencia. Ha impartido clases de literaturas, historia de la filosofía, pensamiento y arte del siglo XX, redacción creativa, en centros de estudio ecuatorianos y latinoamericanos; así como también talleres de escritura y conferencias sobre filosofía, arte y literatura en diversos países.[cita requerida]

## Obras publicadas

### Narrativa
- Todos mis cuentos, Quito, Imprenta Mariscal, 2019.
- Antología personal de sus narraciones, Madrid, Celeste Ediciones, 2004.
- 12 cuentos, Antología personal con dibujos exclusivos del maestro Oswaldo Viteri. (Libro-Arte), Quito, Noción Imprenta, 2003.
- Cuentos breves, Quito, Editorial Eskeletra, 1998.
- Cuentos, Antología personal, Círculo de Lectores, 1994.
- Jaula, Quito, Editorial Libresa, 1991.
- Un delfín y la luna, Madrid, Editorial Planeta, 1985.
- Historia de un intruso, Quito, Editorial Casa de la Cultura Ecuatoriana, 1978.
- Cuentos del rincón, Quito, Editorial Casa de la Cultura Ecuatoriana, 1971.

## Distinciones
- Historia de un intruso (Premio al mejor libro de habla castellana, Feria Internacional de Leipzig, Alemania, 1977)
- Un delfín y la luna (Premio Nacional de Literatura José María Lequerica, Quito, Ecuador, 1985)
- Un delfín y la luna (Premio Podestá, México, 1986)
- Jaula (Premio Nacional de Literatura Joaquín Gallegos Lara, Quito, Ecuador, 1991)
- Jaula, (Premio Universidad Central del Ecuador, Quito, Ecuador, 1992)
- Jaula, (Premio UNAM de Literatura Latinoamericana, México, 1993)
- Cuentos breves (Premio Universidad Central del Ecuador, Quito, Ecuador, 1999)